# Marcin Huin
Św. Martin-Luc Huin (ur. 20 października 1836 r. w Guyonvelle we Francji – zm. 30 marca 1866 r. w Galmaemot, Korea) – ksiądz katolicki, misjonarz, męczennik, święty Kościoła katolickiego.

## Życiorys
Urodził się jako najmłodszy z 9 rodzeństwa. Jego rodzice prowadzili winnicę. Byli oni pobożnymi ludźmi, a jego ojciec był dumny z tego, że w każdym pokoleniu rodziny był duchowny. Zanim Martin-Luc Huin wstąpił do seminarium w 1851 r. miejscowy ksiądz uczył go łaciny. 
Święcenia kapłańskie przyjął 29 czerwca 1861 r. Rozpoczął pracę jako wikary, ale chciał zostać misjonarzem. W związku z tym wysłał list do biskupa z prośbą o zgodę na wyjazd na misje. W czerwcu 1863 r. dostał pozwolenie na przystąpienie do Paryskiego Stowarzyszenia Misji Zagranicznych (Missions Étrangères de Paris). Wstąpił do niego w sierpniu 1863 r., a w czerwcu 1864 r. został wysłany do Korei. Po długiej i męczącej podróży przybył do Naepo 27 maja 1865 r. Pozostał tam razem z biskupem Daveluy do 18 czerwca, później przeniósł się do Sekori. Szybko nauczył się języka koreańskiego. 
W związku z trwającymi prześladowaniami katolików został aresztowany 12 marca 1866 r., a następnie 19 marca wysłany do więzienia w Seulu razem z biskupem i księdzem Aumaitre. Był przesłuchiwany i torturowany. Trójkę misjonarzy wywieziono ostatecznie do Galmaemot, gdzie zostali ścięci. Marcin Huin jako ostatni z nich — stracił życie 30 marca 1866 r.

## Wspomnienie
20 września (w grupie 103 męczenników koreańskich).

## Proces beatyfikacyjny i kanonizacyjny
Beatyfikowany przez Pawła VI 6 października 1968 r., kanonizowany 6 maja 1984 r. przez Jana Pawła II w grupie 103 męczenników koreańskich.